# Saison 2014 des Athletics d'Oakland
La saison 2014 des Athletics d'Oakland est la 114e saison en Ligue majeure de baseball pour cette franchise et la 47e depuis leur transfert de la ville de Kansas City vers Oakland.
Après deux titres en deux ans dans la division Ouest de la Ligue américaine, les A's se qualifient pour les éliminatoires une 3e année consécutive, décrochant une place de meilleur deuxième au dernier jour de la saison régulière 2014, mais ils sont éliminés après avoir perdu en manches supplémentaires le match de meilleur deuxième contre les Royals de Kansas City. La campagne se déroule en deux temps :  ils sont longtemps le meilleur club des majeures et envoient la plus imposante délégation (6 joueurs, leur plus grand nombre depuis 1975) au match des étoiles de mi-saison. Mais à partir du mois d'août, 30 défaites en 46 matchs précipitent leur chute au classement. Détenteurs le 21 juin d'une avance de 6 matchs sur leurs poursuivants, les Angels de Los Angeles, ces derniers réduisent l'écart puis les relèguent au second rang, pour les devancer par 10 victoires à la ligne d'arrivée. Oakland encaisse finalement huit défaites de plus qu'en 2013. Avec 88 gains et 74 revers, ils réalisent une 3e saison gagnante de suite. Un ralentissement de l'offensive est responsable des difficultés du club en deuxième moitié de saison 2014, mais Oakland termine tout de même avec 157 points marqués de plus que leurs adversaires, la meilleure performance des majeures.
Les A's acquièrent en cours d'année les lanceurs Jeff Samardzija, Jason Hammel et Jon Lester mais cèdent Yoenis Céspedes aux Red Sox de Boston.

## Contexte
Les Athletics gagnent en 2013 deux matchs de plus qu'en 2012 et, avec une fiche de 96 succès contre 66 défaites, ils enlèvent le titre de la division Ouest de la Ligue américaine pour la 2e année de suite, coiffant de nouveau au fil d'arrivée les Rangers du Texas, qu'ils laissent 5 matchs et demi derrière. Leur troisième but, Josh Donaldson, termine 4e du vote désignant le meilleur joueur de la saison en Ligue américaine et le quadragénaire Bartolo Colón prend la 6e place du vote déterminant le lauréat du trophée Cy Young du meilleur lanceur de l'année. Mais l'automne se termine sur une déception : après être venu à une victoire près de gagner une première série éliminatoire depuis 2006, les Athletics sont éliminés pour la seconde fois en deux ans par les Tigers de Détroit en Série de divisions.

## Intersaison
Toujours contraints par un budget limité qui les empêche d'être très agressifs sur le marché des agents libres, les Athletics sont en revanche actifs sur le plan des transactions.

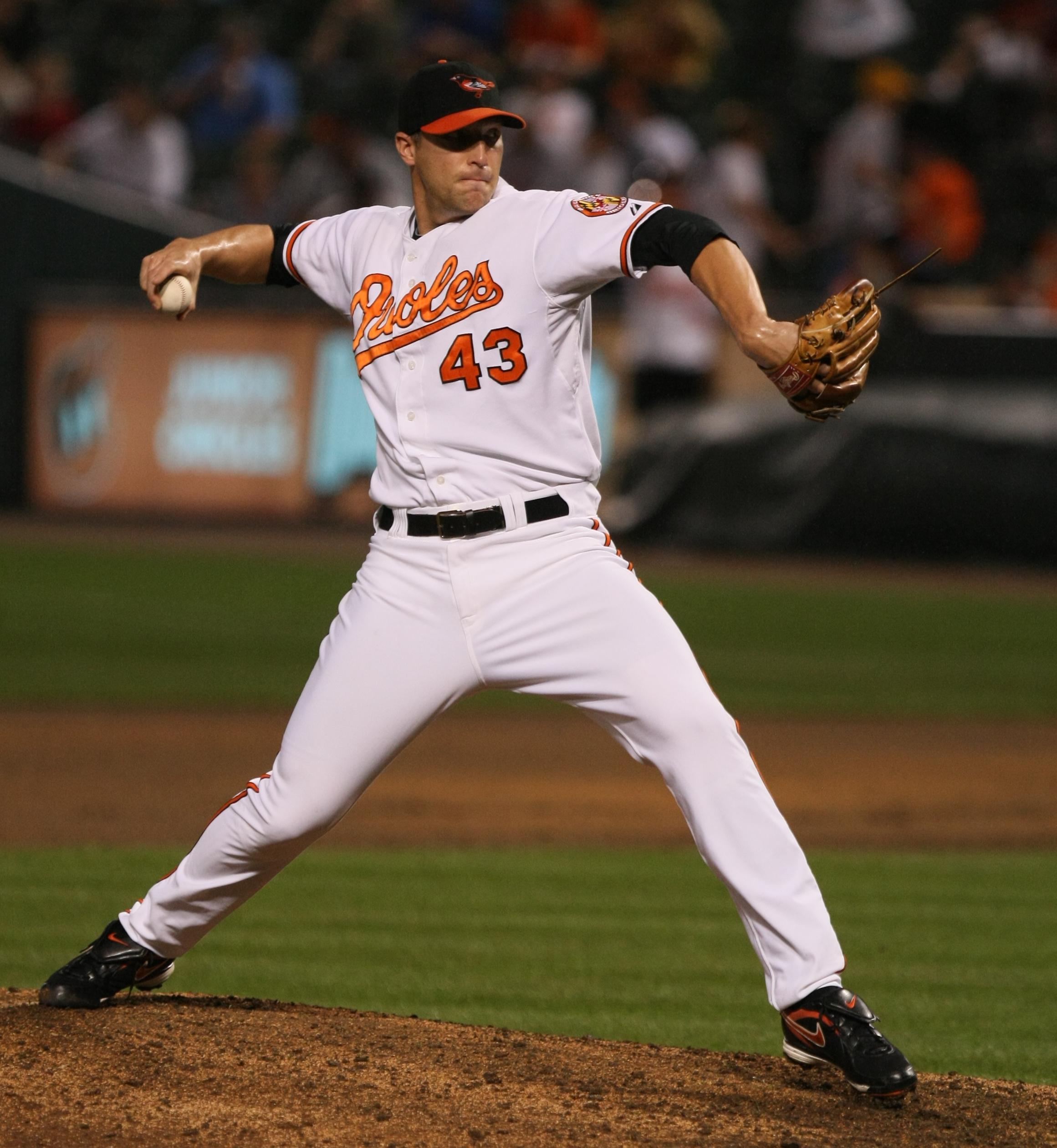
Jim Johnson est échangé des Orioles de Baltimore aux Athletics d'Oakland.

Le 3 décembre, les Athletics sont impliqués dans trois échanges. Le départ du stoppeur Grant Balfour, devenu joueur autonome, semblant plausible, Oakland prévient les coups et obtient des Orioles de Baltimore le lanceur de relève étoile Jim Johnson, meneur des Ligues majeures pour les sauvetages au cours des deux dernières saisons. En retour, les Athletics transfèrent aux Orioles leur joueur de deuxième but, Jemile Weeks. Le même jour, le voltigeur Craig Gentry et le lanceur droitier Josh Lindblom sont acquis des Rangers du Texas en retour du voltigeur Michael Choice et dujoueur de deuxième but des ligues mineures Chris Bostick. Enfin, le 3 décembre toujours, les A's transfèrent le voltigeur Seth Smith aux Padres de San Diego pour le lanceur de relève droitier Luke Gregerson.
Le 14 décembre, le départ du lanceur partant Bartolo Colón, brillant en deux années à Oakland, est confirmé lorsqu'il rejoint pour deux ans les Mets de New York.
Durant la saison morte, les A's ajoutent en revanche plusieurs lanceurs à leur personnel. Scott Kazmir, un lanceur partant gaucher ayant ravivé sa carrière en 2013 chez les Indians de Cleveland, signe un contrat de deux saisons avec Oakland le 4 décembre 2013. Le 10 décembre, le lanceur gaucher Brett Anderson est échangé aux Rockies du Colorado pour le lanceur gaucher Drew Pomeranz et Chris Jensen, un droitier encore en ligues mineures. Le releveur gaucher Fernando Abad est obtenu des Nationals de Washington en retour du voltigeur des ligues mineures John Wooten le 25 novembre 2013. Le releveur gaucher Jerry Blevins, qui a joué les 7 dernières saisons à Oakland, est quant à lui échangé aux Nationals le 11 décembre suivant pour un voltigeur des mineures expert du vol de but, Billy Burns. Le 7 janvier 2014, les A's perdent le lanceur gaucher Pedro Figueroa, réclamé au ballottage par les Rays de Tampa Bay.
Les Rays avaient réclamé le 20 décembre précédent le receveur Chris Gimenez des A's. Oakland, qui compte déjà sur plusieurs receveurs en Derek Norris, John Jaso et Stephen Vogt, laisse partir le vétéran Kurt Suzuki, qui rejoint les Twins du Minnesota.
Le 19 décembre, dans une autre transaction avec Washington, le voltigeur Corey Brown est transféré en échange d'une somme d'argent. Devenu agent libre, le voltigeur Chris Young rejoint les Mets de New York. Le joueur d'avant-champ Scott Sizemore, qui n'a joué que deux matchs en deux ans pour Oakland en raison de blessure, quitte les A's au profit des Yankees de New York.
Le joueur de champ intérieur Nick Punto, ancien des Dodgers de Los Angeles capable d'évoluer à trois positions à l'avant-champ, rejoint les A's le 13 novembre 2013.

## Calendrier pré-saison
L'entraînement de printemps 2014 des Athletics se déroule du 26 février au 29 mars.

## Saison régulière
La saison régulière de 162 matchs des Athletics débute le 31 mars par la visite des Indians de Cleveland et se termine le 28 septembre suivant.

### Classement
| Ligue américaine (Division Ouest) | V  | D  | %    | Diff. | Diff. (séries) |
| --------------------------------- | -- | -- | ---- | ----- | -------------- |
| Angels de Los Angeles             | 98 | 64 | ,605 | -     | -              |
| Athletics d'Oakland               | 88 | 74 | ,543 | 10    | -              |
| Mariners de Seattle               | 87 | 75 | ,537 | 11    | 1              |
| Astros de Houston                 | 70 | 92 | ,432 | 28    | 18             |
| Rangers du Texas                  | 67 | 95 | ,414 | 31    | 21             |

### Mai
- 5 mai : Sonny Gray des A's est nommé meilleur lanceur du mois d'avril dans la Ligue américaine[28].

### Juin
- 28 juin : Victorieux lors d'une visite aux Marlins de Miami, les Athletics deviennent à leur 80e match de la saison la première équipe de la Ligue américaine à compter 50 succès en 2014, n'étant devancés dans les majeures que par les Brewers de Milwaukee de la Ligue nationale, qui ont atteint ce nombre le jour d'avant à leur 82e match[29].

### Juillet
- 4 juillet : Les Athletics échangent aux Cubs de Chicago deux de leurs anciens premiers choix de repêchage (l'arrêt-court Addison Russell, du voltigeur Billy McKinney) ainsi que le lanceur droitier Dan Straily, en retour des lanceurs partants droitiers Jeff Samardzija et Jason Hammel[30].
- 6 juillet : Les effectifs pour le match match des étoiles du 15 juillet sont annoncés et les Athletics y envoient 6 joueurs : Brandon Moss, Derek Norris, Josh Donaldson, Scott Kazmir, Sean Doolittle et Yoenis Céspedes. C'est le plus grand nombre parmi les 30 clubs du baseball majeur et la plus imposante délégation de joueurs d'Oakland depuis 1975[31].
- 31 juillet : À l'occasion de la date limite des transactions, les A's échangent leur voltigeur étoile Yoenis Céspedes aux Red Sox de Boston contre le lanceur partant gaucher Jon Lester et le voltigeur Jonny Gomes[32], puis refilent aux Twins du Minnesota le lanceur droitier Tommy Milone pour acquérir en retour le voltigeur Sam Fuld[33].

### Août
- 1er août : Les A's libèrent de son contrat le releveur droitier et ancien stoppeur Jim Johnson, devenu inefficace[34].
- 4 août : Sonny Gray des Athletics est nommé lanceur du mois de juillet dans la Ligue américaine, après avoir reçu le même honneur en avril[35].

### Septembre
- 28 septembre : Au dernier jour de la saison régulière, les A's remportent leur dernier match pour confirmer leur qualification comme meilleurs deuxièmes dans la Ligue américaine et sceller l'élimination des Mariners de Seattle[36].